# Carl Flügge

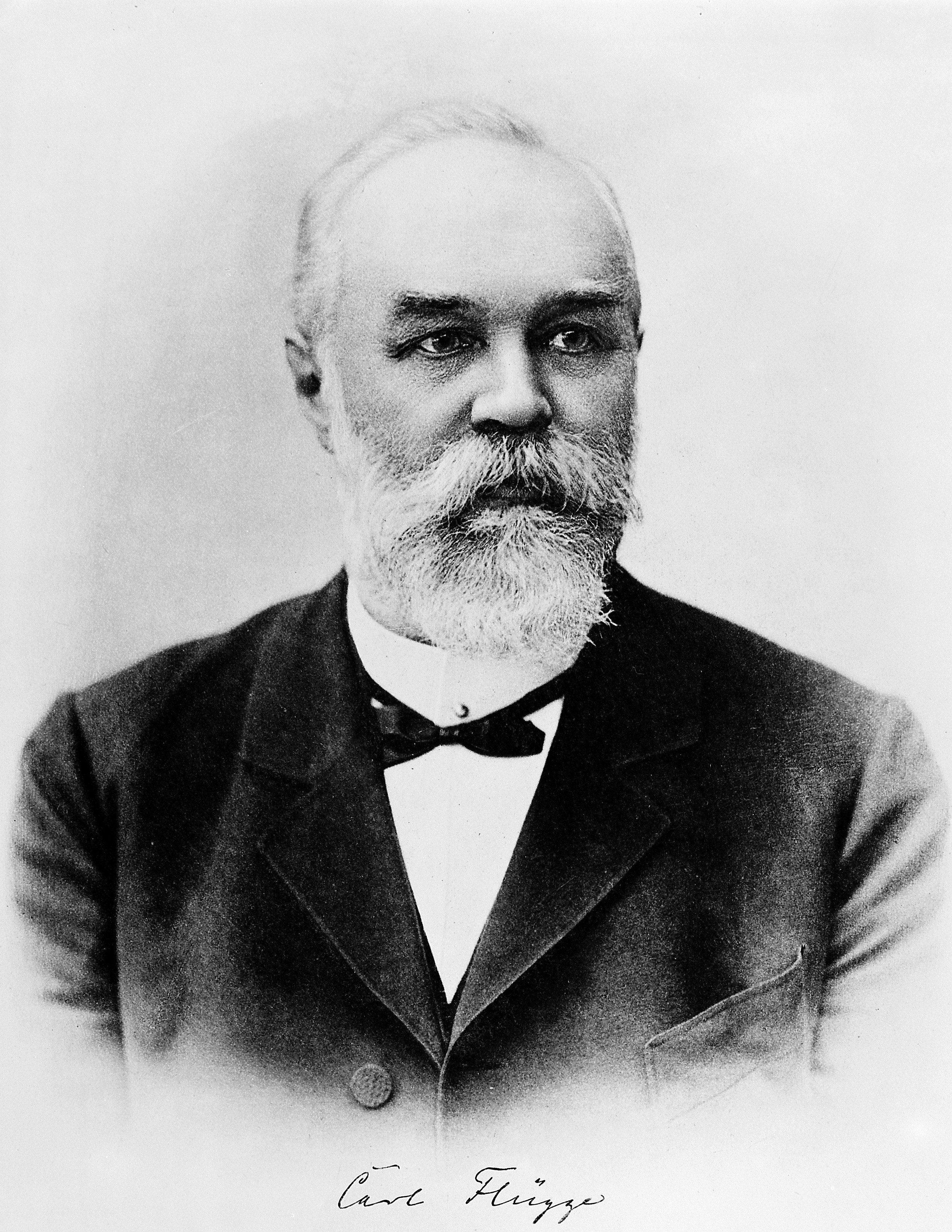
Carl Flügge

Karl Georg Friedrich Wilhelm Flügge (Hanóver, Alemania, 12 de septiembre de 1847-Berlín, Alemania, 10 de diciembre de 1923), conocido como Karl Flügge, fue un bacteriólogo e higienista alemán. Su apellido da nombre a las gotas de Flügge, que él descubrió.

## Biografía
Estudió Medicina en Gotinga, Bonn, Leipzig y Múnich, y en 1878 fue docente de higiene en Berlín. En 1881, fue nombrado en profesor de la primera cátedra de higiene en la Universidad de Gotinga, y más tarde de las Universidades de Breslavia y Berlín, donde sucedió a Max Rubner en el Departamento de Higiene. Flügge fue colega del microbiólogo Robert Koch, con quien editó la revista Zeitschrift für Hygiene und Infektionskrankheiten. Dos de sus asistentes más conocidos de Breslavia fueron Wolfgang Weichardt y Walther Kruse.[cita requerida]

## Obra
Fue conocido por defender la higiene como una disciplina médica independiente y es recordado por llevar a cabo una amplia investigación que implicaba la transmisión de enfermedades infecciosas como malaria, tuberculosis, cólera. En 1897, demostró que, incluso durante «el hablar en voz baja», gotas diminutas (microgotas de Flügge) se nebulizan en el aire. Ese hallazgo fue instrumental en Jan Mikulicz-Radecki, quien abogaba por el uso de mascarillas quirúrgicas de gasa en 1897.[cita requerida]

## Algunas publicaciones
- Lehrbuch der hygienischen Untersuchungsmethoden (“Libro de texto de métodos de examen higiénico”).

- Grundriss der Hygiene (“Esquema de higiene”, new edition 1902).

- Beiträge zur Hygiene (“Contribuciones a la higiene”, 1872).

- Die Mikroorganismen (“Los microorganismos”, 3ª ed. 1896).